# 卡爾·D·莫瑞
卡爾·德斯蒙德·莫瑞（英語：Carl Desmond Murray，1955年9月—）是一名英國學者，現任伦敦玛丽女王大学數學與天文學榮譽教授。他是一位行星科學家，也是土星環的世界級專家。他與史丹利·達莫特合著了太陽系力學領域的基準教科書。

## 生平
莫瑞於1955年9月出生在北愛爾蘭貝爾法斯特，是醫師弗朗西斯·莫瑞的兒子。他在貝爾法斯特和唐郡紐卡斯爾長大。他於1977年在倫敦瑪麗女王大學獲得應用數學與天體物理學學士學位，並以一級榮譽的成績畢業。1980年1月，他在伊凡·P·威廉斯（Iwan P. Williams）的指導下，以「太陽系中小粒體的動態演化」為題，獲得該校的博士學位。
他的職業生涯是在倫敦瑪麗女王大學度過的。1995年起，他在佛羅里達大學天文系擔任禮遇教授。
莫瑞的興趣涵蓋太陽系動力學的各個層面，從微小塵埃粒子的演化到行星等天體的穩定性，無所不包。1990年起，他是卡西尼號成像小組的重要成員，並擔任來自英國的唯一代表。他曾研究土星環的複雜動態，尤其是複雜而神秘的F環，以及土星環與鄰近衛星之間的引力互動。
2007年，由莫瑞領導的歐洲太空總署天文學家團隊利用卡西尼號太空探測器發現了土星的第60顆衛星。
他還擔任過：
- 《伊卡洛斯》副/顧問編輯（1991年—2010年）
- 《天體力學與動態天文學（英语：Celestial Mechanics and Dynamical Astronomy）》副編輯（1998年—2004年）
- 《英國皇家天文學會月刊》科學編輯（2014年—2021年）

## 著作
- Planetary Ring Systems: Properties, Structure, and Evolution, with Matthew S. Tiscareno, Mar 22, 2018
- Solar System Dynamics, with Stanley F. Dermott, Feb 26, 2010[1]
- Atlas of the Planar, Circular, Restricted Three-Body Problem, with Othon C. Winter, Sep 1, 1994
- Expansion of the Planetary Disturbing Function of Eighth Ord, with David Harper, Mar 1, 1993

## 榮譽
- 英國皇家天文學會會士（1980年）
- 國際天文聯會會士（1985年）
- 美國天文學會會士（1990年）
- 美國地球物理聯盟成員（2013年）

小行星5598以莫瑞的名字命名。

## 外部連結
- Carl Murray's homepage
- Research papers of Carl D. Murray